# Udržitelné zadávání veřejných zakázek
Udržitelné zadávání veřejných zakázek (společensky odpovědné zadávání veřejných zakázek) využívá veřejných prostředků k zajištění podpory dlouhodobě udržitelné prosperity společnosti. Jedná se o investiční a výdajový proces, ve kterém se veřejné instituce v rámci nakupování zboží a služeb neřídí pouze svými izolovanými potřebami, ale snaží se také přispět celé společnosti. Na základě tohoto principu ve veřejných zakázkách sledují nejen své izolované potřeby, ale i určitou přidanou hodnotu (ekologického nebo sociálního charakteru), čímž podporují efektivnější alokaci veřejných prostředků.
Na evropské půdě se tento typ zadávání veřejných zakázek objevuje přibližně od konce 90. let minulého století jako Green public procurement (GPP) pro využívání environmentálních kritérií a Fair trade public procurement (FTPP) pro poptávání fairtradových produktů.

## Politická podpora
Od Summitu Země v Riu de Janeiro roku 1992 je trvale udržitelný rozvoj základem vývoje. Základní kroky pro jeho dosažení jsou obsaženy v akčním plánu OSN s názvem Agenda 21, což byl výsledek Summitu v Riu. Mezi jeho programové oblasti Agenda zakládá „podporu udržitelného rozvoje prostřednictvím obchodu", a stanovisko, že „usnadnění přístupu na trh pro export rozvojových zemí, ve spojení se zdravou makroekonomickou a environmentální politikou, by mělo pozitivní dopad na životní prostředí a tím významně přispělo k udržitelnému rozvoji.“ (Agenda 21, část 1).
Od roku 1997 je udržitelný rozvoj zahrnut do Smlouvy a uznáván jako základní cíl Evropské unie. Právní základem závazku je Článek 177 Smlouvy o založení Evropského společenství, dle kterého v rámci rozvojové spolupráce podporuje:
- trvalý hospodářský a sociální rozvoj rozvojových zemí, a především těch nejvíce znevýhodněných z nich,
- hladké a postupné zapojení rozvojových zemí do světového hospodářství,
- boj proti chudobě v rozvojových zemích.

Evropský parlament vyjádřil podporu fair trade v Usnesení Evropského parlamentu o Spravedlivém obchodu a rozvoji (2005/2245(INI)), ve kterém schválil fairtradové principy definované klíčovými fairtradovými organizacemi.

## Právní podpora
Společensky odpovědné zadávání je plně v souladu s platným právem jak evropským (judikatury ESD a směrnice 2004/17/ES a 2004/18/ES), tak i českým (Zákon č. 137/2006 Sb.). V ČR se připravují pravidla nákupu několika produktových skupin, aby odpovídaly evropskému rámci Green public procurement a zároveň byly přizpůsobeny našim podmínkám. V červnu 2010 česká vláda schválila pravidla uplatňování environmentálních požadavků při zadávání VZ v oblasti IT a nábytku. Další pravidla mají vzniknout pro oblast potravin a stravovacích služeb, zde se bude také vycházet ze vzoru Evropské komise.
Zařazování principů udržitelnosti našlo zásadní podporu v rozhodnutí Evropského soudního dvora ze dne 10. 5. 2012, dle kterého fairtradová kritéria mohou být začleněna do vypisovaných veřejných zakázek. 

## Průvodci udržitelným zadáváním
V České republice se využívání sociálních a environmentálních kritérií rozjíždí pomalu, přesto již lze zaznamenal tendence k začlenění kritérií podporujících environmentálně šetrné výrobky, produkty fair trade, nebo zaměstnávání znevýhodněných skupin obyvatel. Na evropské úrovni vzniká k tématu celá řada průvodců a analýz:
- Buying Green – průvodce Evropské komise z roku 2004 k zelenému nakupování, obsahuje praktické rady k zadávání i formulaci politických cílů veřejných činitelů, existuje i v českém jazyce
- Buy Fair – průvodce ICLEI z roku 2006 k nakupování fairtradových produktů
- Buying into Fairtrade - informační materiál Fairtrade Foundation z roku 2007, kde na straně 22 uvádí příklad města Bristolu: “When specifying fair trade products as an option to a contract, care should be taken. Specific trademarks or names must be avoided. However, the FAIRTRADE Mark or equivalent is an acceptable form of specifying.”
- Fair Procura – detailní analýza EFTA z roku 2006, zkoumá možnosti zavedení fair trade do VZ dle evropské směrnice 2004/18/ES a dalších strategických dokumentů
- Procura+ Manual – průvodce ICLEI pro různé oblasti včetně jídla a cateringu
- Jak nakupovat počítače – průvodce WEED z roku 2009 upravený EAP, v českém jazyce
- Průvodce zadáváním veřejných zakázek – průvodce Otevřené společnosti z roku 2009 o zadávání VZ jako nástroje podpory sociální ekonomiky, v českém jazyce
- Veřejné zakázky a zohledňování ekologických kritérií při jejich zadávání – právní rozbor STEP z roku 2007, v českém jazyce
- Nakupujeme férově! Nové trendy v zadávání veřejných zakázek, v českém jazyce  Archivováno 24. 1. 2013 na Wayback Machine.